# 1721 w polityce

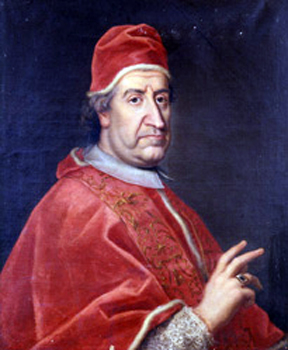
Klemens XI

Wydarzenia polityczne w 1721 roku.

## Zmarli
- Klemens XI, papież[1].